# Skaparbyn

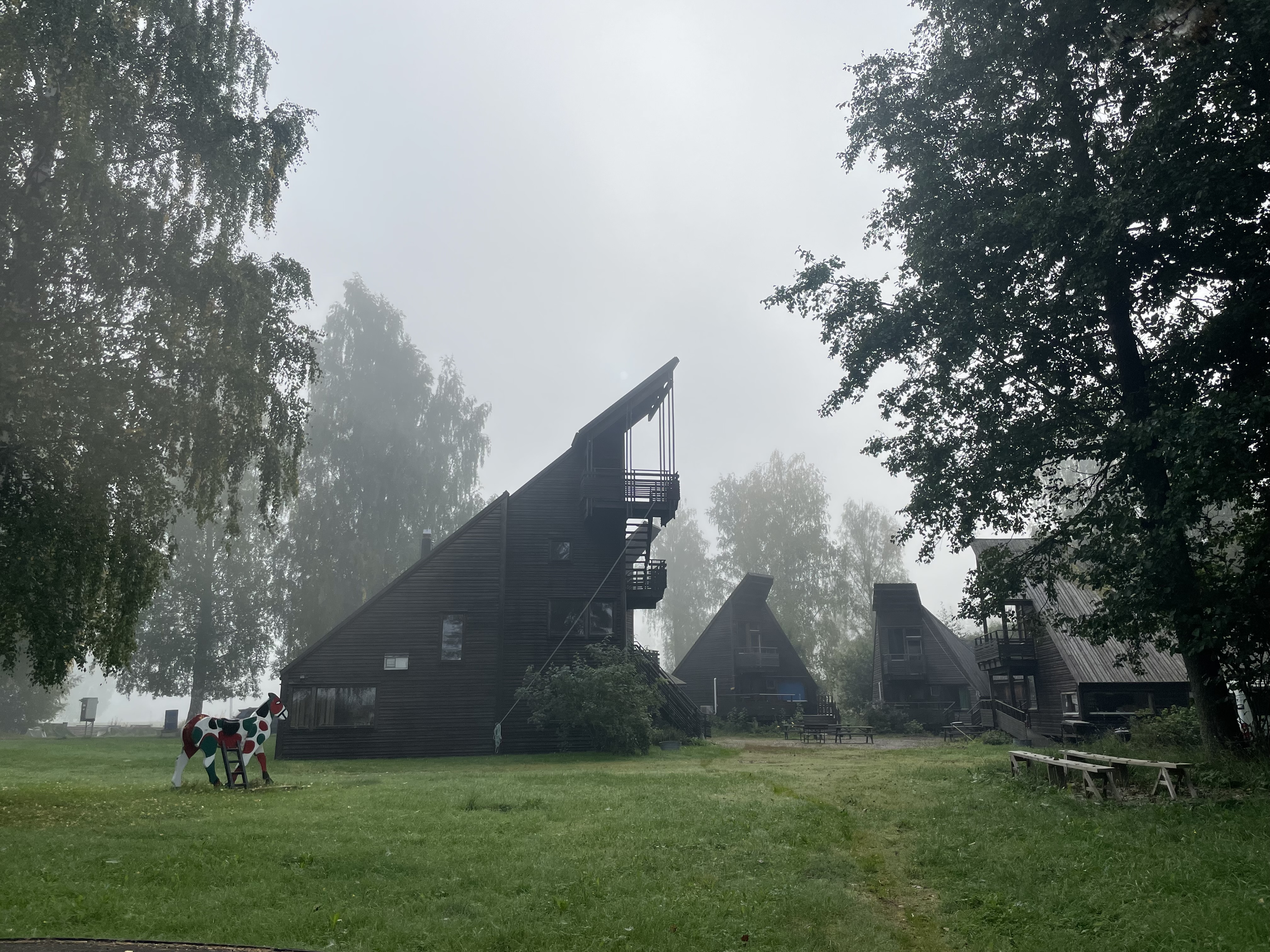
Skaparbyn

Skaparbyn  är en gård där många konst- och kulturformer har fått sitt eget utrymme vid Dalälvens strand på Ön, Hedesunda. Gården, med Hedesundavävarna, har ritats av arkitekten Ralph Erskine och har haft konstnären Birger Forsberg som frontfigur. 
I Skaparbyn kan man lära sig bildvävning, tillverka keramik och lära sig om olika grenar inom konst och konsthantverk.  
Skaparbyn drivs av stiftelsen och föreningen hedesundavävarna.